# Pardosa mabinii
Pardosa mabinii là một loài nhện trong họ Lycosidae.
Loài này thuộc chi Pardosa. Pardosa mabinii được Alberto Barrion & James A. Litsinger miêu tả năm 1995.